# Distretto di Łowicz
Il distretto di Łowicz (in polacco powiat łowicki) è un distretto polacco appartenente al voivodato di Łódź.

## Geografia antropica

### Suddivisioni amministrative
Il distretto comprende 10 comuni.
- Comuni urbani: Łowicz
- Comuni rurali: Bielawy, Chąśno, Domaniewice, Kiernozia, Kocierzew Południowy, Łowicz, Łyszkowice, Nieborów, Zduny